# مونیکا زانکی
مونیکا زانکی (ایتالیایی: Monica Zanchi؛ ‏ زادهٔ ۱۹۵۹) بازیگر، مدل و خواننده ایتالیایی‌تبار اهل سوئیس است.
از فیلم‌هایی که وی در آن‌ها نقش داشته است، می‌توان به افسون – کشتارگاه دلپذیر، خواهر امانوئل، امانوئل و آخرین آدم‌خواران، پدر عزیز و روزهای آرام در کلیشی اشاره نمود.